# Henri Lafargue
 (novembre 2011).
Si vous disposez d'ouvrages ou d'articles de référence ou si vous connaissez des sites web de qualité traitant du thème abordé ici, merci de compléter l'article en donnant les références utiles à sa vérifiabilité et en les liant à la section « Notes et références ».
Pour les articles homonymes, voir Lafargue.
Henri Lafargue est un aviateur français, pionnier de l'aviation sur monoplans Hanriot.

## Présentation
Né en 1875 à Carrère (Pyrénées-Atlantiques) il obtient son brevet de pilote en 1910, ce qui lui donne droit de participer selon les règlements de la FAI et de l'ACF aux meetings patronnés par ces institutions.
Il participe au début du XXe siècle à l'éclosion de l'aviation et à sa popularisation auprès du grand public, notamment dans le Sud-Ouest de la France. Il s'illustre lors des journées d'aviation de cette région à bord de monoplans de type Hanriot.